# 알 무미눔
알 무미눔이라는 꾸란의 장은 23번째 장으로 노아와 모세, 그리고 예수를 중상모략한 사람들을 예로 들어 정직한 신앙이 올바름을 강조하는 장이다.

## 같이 보기
- 살라트

| 이 전 알 하즈 | 수라 23 (아랍어 원문) | 다 음 알 누르 |
| 1 2 3 4 5 6 7 8 9 10 11 12 13 14 15 16 17 18 19 20 21 22 23 24 25 26 27 28 29 30 31 32 33 34 35 36 37 38 39 40 41 42 43 44 45 46 47 48 49 50 51 52 53 54 55 56 57 58 59 60 61 62 63 64 65 66 67 68 69 70 71 72 73 74 75 76 77 78 79 80 81 82 83 84 85 86 87 88 89 90 91 92 93 94 95 96 97 98 99 100 101 102 103 104 105 106 107 108 109 110 111 112 113 114 |                       |               |